# Славейко Виденов
Славейко Виденов-Чоте е бивш български футболист, вратар, една от легендите на Локомотив (София). Играл е за Чемшир (София) (1928 – 1931) и ЖСК (София) (сега Локомотив) (1932 – 1943). Има 16 мача в първенството (в НФД и Елитната софийска дивизия). Шампион на България през 1940 г. Има 3 мача за „А“ националния отбор (1939 – 1942). Дебютира на 24 май 1939 г. при победата срещу Латвия с 3:0 на игрище Юнак. Той е първият футболист в историята на ЖСК, облякъл националната фланелка. През 1942 г. играе като централен нападател при победата срещу Левски с 3:2. Славчо Виденов остава в историята и като вратарят без допуснат гол в две поредни първенства.